# Рудно (Малопольское воеводство)

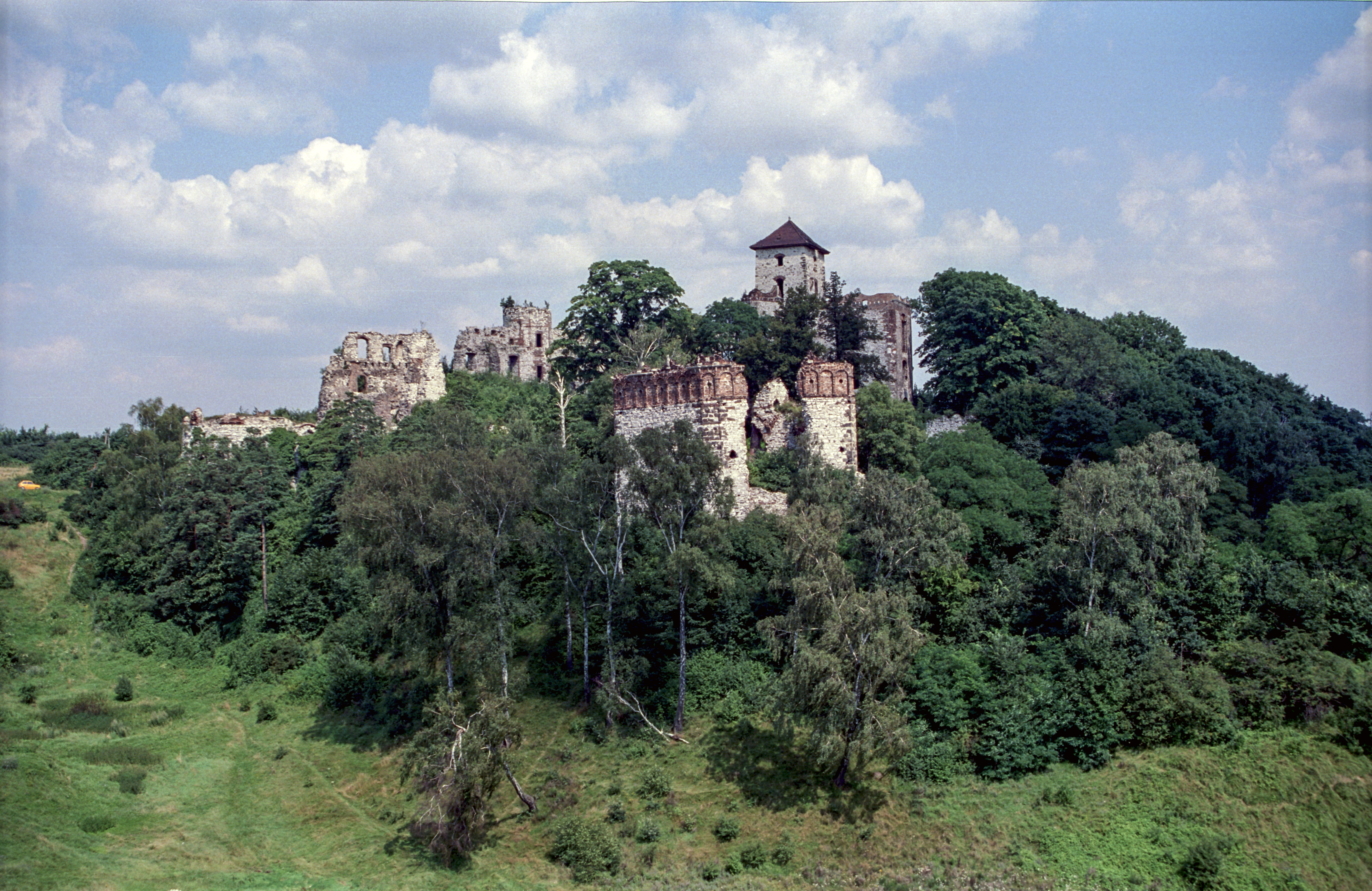
Тенчинский замок

Ру́дно (пол. Rudno) — село в Польше в сельской гмине Кшешовице Краковского повета Малопольского воеводства.

## География
Село располагается в 4 км от административного центра гмины города Кшешовице и в 26 км от административного центра воеводства города Краков. В окрестностях села находится Руднянский ландшафтный парк и заповедник «Долина-Потоку-Рудно».
Село состоит из нескольких частей, которые имеют собственные наименования: Баби-Конец, Борки, Кайдасувка, Колония, Място, Подзамче, Сатинёвка и Збуйник.

## История
В окрестностях села находится руины Тенчинского замка, вокруг которого в средние века формировалось село. Этот замок был сожжён во время Шведского потопа. В 1864 году в селе была основана шахта, которая добывала магматические горные породы.
В 1975—1998 годах село входило в состав Краковского воеводства.

## Социальная структура
В селе находится начальная школа.

## Достопримечательности
- Тенчинский замок. Памятник культуры Малопольского воеводства.